# Izohorna sprememba
Izohórna spremémba (tudi izohórna preobrázba) je sprememba stanja termodinamskega sistema, pri kateri se prostornina ne spreminja, spreminjata pa se tlak in temperatura. Na faznem diagramu ustreza taki spremembi izohora.

## Spremembe pri idealnem plinu
Spremembe termodinamskih spremenljivk pri idealnem plinu podaja Amontonsov zakon:
{\displaystyle V={\textrm {konst.}}}
{\displaystyle {\frac {p}{T}}={\textrm {konst.}}}
Opravljeno ali prejeto delo A pri izohorni spremembi:
{\displaystyle A=0}
Sprememba toplote Q pri izohorni spremembi:
{\displaystyle Q=mc_{V}\Delta T}
Pri tem je m masa telesa, cV pa specifična toplota pri stalni prostornini.
Sprememba notranje energije Wn pri izohorni spremembi:
{\displaystyle \Delta W_{n}=mc_{V}\Delta T}
Sprememba entalpije H pri izohorni spremembi:
{\displaystyle \Delta H=mc_{p}\Delta T}
Pri tem je cp specifična toplota pri stalnem tlaku.